# Соціалістична Республіка Словенія
Соціалістична Республіка Словенія (словен. Socialistična republika Slovenija) — одна з 6 соціалістичних республік, що утворювали СФРЮ. До 1963 року називалася Народна Республіка Словенія (словен. Ljudska republika Slovenija). Нині — Республіка Словенія. Межувала: на заході з Італією, на півночі — з Австрією, на сході — з Угорщиною, на півдні — з Соціалістичною Республікою Хорватія. Мала вихід до Адріатичного моря (Словенське Примор'я).
Вищий орган влади — республіканська Скупщина, що складалася з 3 палат (Собор об'єднаної праці, Собор громад і Громадсько-політичний собор). Уряд республіки — Виконавче віче Скупщини.

## Історія Словенії
Під час Другої світової війни Третій Рейх, Італія, Угорщина та Хорватія поділили між собою територію Словенії. Німці і італійці проводили германізацію або, відповідно, романізацію населення. У Словенії виникли два рухи Опору: комуністичний і націоналістичний. Після війни Словенія стала однією з республік СФРЮ. Вона не змогла отримати Вільну територію Трієст, за угодою 1954 року він був переданий Італії. У 1955 році було підписано договір, за яким землі Каринтії і Штирії, населені переважно словенцями, залишалися за Австрією, а це було 2600 км². На ці території все ж таки зважилася претендувати Югославія, але за підтримки СРСР.
У березні 1990 року Собор Соціалістичної Республіки Словенії прийняв ряд конституційних змін, які дозволили розпочати демократичні перетворення. Соціалістичні закони значною мірою були скасовані і відкриті демократичні вибори були проведені у квітні того ж року. На парламентських виборах перемогла опозиція, відома як коаліція ДЕМОС на чолі з дисидентом Йоже Пучніком. Водночас Мілан Кучан, колишній голова Союзу комуністів Словенії (СКС), був обраний президентом республіки. Демократично обраний парламент призначив християнсько-демократичного лідера Лойзе Петерле прем'єр-міністром, що фактично поклало край 45-річному пануванню комуністичної партії. Протягом цього часу Словенія зберігала свій старий прапор і герб, і більшість з попередніх символів, очікуючи створення нових символів, які в кінцевому результаті були прийняті після проголошення незалежності. Старий гімн Naprej, zastava slave було замінено на Zdravljica вже в березні 1990 року.
23 грудня 1990 року відбувся референдум про незалежність у Словенії, в якому 92,3 % виборців (88,5 % від загальної кількості виборців) проголосували за вихід Словенії з Югославії. 25 червня 1991 року словенська незалежність була проголошена в словенському парламенті. Після короткої Десятиденної війни, військовики Словенії захистили свою незалежність, і до кінця того року її незалежність визнало міжнародне співтовариство.

## Адміністративно-територіальний поділ Югославії та її складових (1943—2010)
| 1943          | 1946           | 19631                   | 19741                   | 1991                    | 1992                       | 1999                       | 2003                       | 2006                 | 2008                 |
| ДФЮ           | ФНРЮ           | СФРЮ                    | СФРЮ                    | розпущена               | розпущена                  | розпущена                  | розпущена                  | розпущена            | розпущена            |
| ФД БіГ        | НР БіГ         | СР Боснія і Герцеговина | СР Боснія і Герцеговина | СР Боснія і Герцеговина | Боснія і Герцеговина       | Боснія і Герцеговина       | Боснія і Герцеговина       | Боснія і Герцеговина | Боснія і Герцеговина |
| ФД Хорватія   | НР Хорватія    | СР Хорватія             | СР Хорватія             | Республіка Хорватія     | Республіка Хорватія        | Республіка Хорватія        | Республіка Хорватія        | Республіка Хорватія  | Республіка Хорватія  |
| ФД Македонія  | НР Македонія   | СР Македонія            | СР Македонія            | Північна Македонія      | Північна Македонія         | Північна Македонія         | Північна Македонія         | Північна Македонія   | Північна Македонія   |
| ФД Македонія  | НР Македонія   | СР Македонія            | СР Македонія            |                         | ФРЮ                        | ФРЮ                        | Сербія і Чорногорія2       | розпущена            | розпущена            |
| ФД Чорногорія | НР Чорногорія  | СР Чорногорія           | СР Чорногорія           | СР Чорногорія           | Р Чорногорія (федеративна) | Р Чорногорія (федеративна) | Р Чорногорія (федеративна) | Чорногорія           | Чорногорія           |
| ФД Сербія     | НР Сербія      | СР Сербія               | СР Сербія               | СР Сербія               | Р Сербія (федеративна)     | Р Сербія (федеративна)     | Р Сербія (федеративна)     | Сербія               | Сербія               |
| ФД Сербія     | • АК Воєводина | • САК Воєводина         | • САК Воєводина         | • АР Воєводина          | • АР Воєводина             | • АР Воєводина             | • АР Воєводина             |                      |                      |
| ФД Сербія     | • АК Косово 3  | • САК Косово            | • САК Косово            | • АК Космет 3           | • АК Космет 3              | Протекторат ООН            | Протекторат ООН            | Протекторат ООН      | Республіка Косово    |
| ФД Словенія   | НР Словенія    | СР Словенія             | СР Словенія             | Республіка Словенія     | Республіка Словенія        | Республіка Словенія        | Республіка Словенія        | Республіка Словенія  | Республіка Словенія  |

| ФНР | «Федеративна Народна Республіка» | НР | «Народна Республіка»     |     |                                        |
| АК  | «Автономний Край»                | ФР | «Федеративна Республіка» | САК | «Соціалістичний Автономний Край»       |
| БіГ | Боснія і Герцеговина             | Р  | «Республіка»             | СФР | «Соціалістична Федеративна Республіка» |
| ДФ  | «Демократична Федерація»         | ФД | «Федеральна Держава»     | СР  | «Соціалістична Республіка»             |

1  Роки, коли вступила в дію Конституція СФРЮ та були внесені зміни.
2  Союзна Республіка Югославія.
3  Космет скорочення від Косово і Метохія.